# Priscilla Gneto
Priscilla Gneto (Abidjan, 3 agosto 1991) è una judoka francese, vincitrice della medaglia di bronzo nella categoria 52 kg ai Giochi olimpici del 2012 di Londra.

## Palmarès
- Giochi olimpici estivi

2012 - Londra: bronzo nei 52 kg.
- Campionati mondiali di judo

Čeljabinsk 2014: oro nella gara a squadre.
Budapest 2017: bronzo nella gara a squadre.
Baku 2018: argento nella gara a squadre.
- Europei

2016 - Kazan': argento nei 57 kg
2017 - Varsavia: oro nei 57 kg